# 河野元虎
河野 元虎（こうの もととら、1761年（宝暦11年） - 寛政7年8月26日（1795年10月8日））は、江戸時代の囲碁棋士、大阪生まれ、本因坊察元門下、五段。幼名は虎之助。10世本因坊烈元の跡目候補として御城碁にも出仕したが、夭逝する。
荒物商の家に生れ、幼時から碁を打ち、8歳の時に京都の神沢杜口に四子で打って互角であったとして、小島道芝五段によって江戸へ上り、本因坊家に入る（『翁草』）。天明3年（1783年）に五段で元虎を名乗って外家ながら御城碁初出仕。これは察元の推挙によるものと思われ、3歳年少で既に安井家当主となっていた安井仙角仙知に白番3目負。御城碁は寛政6年（1794年）まで13局を勤めた。仙知とは 御城碁で2勝4敗、天明2年から仙知先相先、天明5年から互先、寛政2年から元虎先相先となり、14局がある。烈元は元虎を跡目とする意志があったというが、寛政7年（1795年）に大阪で没する。烈元は3年後に宮重楽山を跡目とした。
著作として「碁則変」があったとされるが、刊行直前に没したため、現存していない。囲碁の起源から沿革、あらゆる変化を記した著であったとされ、また碁勢論として、本因坊道策を碁聖と列し、仙角仙知を「最も古今の変化に長ず（最長古今變化）」と述べていた。

## 御城碁戦績
- 1783年（天明3年） 向先相先白番3目負 安井仙角仙知
- 1784年（天明4年） 先番ジゴ 林門悦
- 1785年（天明5年） 先番ジゴ 林祐元門入
- 同年 先番中押負 安井仙角仙知
- 1786年（天明6年） 先番中押勝 安井仙角仙知
- 1787年（天明7年） 先番14目勝 井上因達因碩
- 1788年（天明8年） 白番1目負 林門悦
- 1789年（寛政元年） 先番ジゴ 本因坊烈元
- 1790年（寛政2年） 先番5目勝 安井仙角仙知
- 1791年（寛政3年） 白番1目負 林門悦
- 1792年（寛政4年） 先番中押負 安井仙角仙知
- 1793年（寛政5年） 白番15目負 安井仙角仙知
- 1794年（寛政6年） 白番3目負 井上因達因碩